# Āpirana Ngata

Āpirana Ngata in 1905

Sir Āpirana Turupa Ngata (Te Araroa, 3 juli 1874 - Waiomatatini, 14 juli 1950) was een vooraanstaand Nieuw-Zeelands politicus. Hij wordt vaak omschreven als de meest opmerkelijke Maori-politicus die ooit in het parlement van Nieuw-Zeeland gezeten heeft. Hij is ook bekend vanwege zijn inspanningen ter bevordering en bescherming van de cultuur en taal van de Maori.

## Vroege jaren
Ngata werd geboren in een traditionele Maorifamilie in Te Araroa (toentertijd Kawakawa), een kleine kustplaats ongeveer 175 km ten noorden van de stad Gisborne. Zijn vader behoorde tot de iwi (stam) van Ngāti Porou en wordt beschouwd als expert in Maoritradities. Ngata is mede hierdoor zeer beïnvloed door zijn vader en oudoom Ropata Wahawaha, die de Ngāti Porou aanvoerde ten tijde van de Maori-oorlogen. Ondanks dat hij in een dominante Maoriomgeving, opgroeide en Maori sprak, zorgde zijn vader ervoor dat hij in aanraking kwam met de wereld van de pākehā (blanke kolonisten), in de veronderstelling dat hij en de iwi er baat bij zouden hebben.
Ngata ging, na de basisschool in Waiomatatini gevolgd te hebben, naar Te Aute College, waar de lessen in pākehā-stijl werden gegeven. Hij bleek een uiterst goede leerling te zijn en mede door de behaalde resultaten kreeg hij een beurs om politicologie en recht te gaan studeren aan het Canterbury University College in Christchurch. Hij behaalde zijn diploma voor politicologie in 1893 waarmee hij de eerste Maori werd met een universitair diploma. Uiteindelijk voltooide hij ook nog een bacheloropleiding in de rechten aan de universiteit van Auckland in 1896. Daarmee werd hij de eerste Nieuw-Zeelander die is afgestudeerd met twee titels.

## Huwelijk
In 1895, een jaar voor het afronden van zijn studie rechten, trouwde hij met Arihia Tamati Kane, die net als hij lid was van de Ngāti Porou. Ngata was eigenlijk verloofd geweest met de oudere zus van Arihia, Te Rina, maar deze stierf alvorens de bruiloft kon plaatsvinden. Arihia en Ngata kregen samen 15 kinderen, waarvan zes meisjes en vijf jongens volwassenheid bereikten.
Kort na het voltooien van zijn studie gingen Ngata en zijn vrouw terug naar Waiomatatini waar ze een huis bouwden. Ngata werd al snel een belangrijk figuur in de gemeenschap en zette zich in om de sociale en economische omstandigheden van de Maori in geheel Nieuw-Zeeland te verbeteren. Hij schreef in deze tijd veel over de plaats die de Maoricultuur in de moderne tijd zou moeten innemen. Tegelijkertijd begon hij een grotere rol te spelen in zijn eigen iwi, vooral op het gebied van ruimtelijke ordening en financiën.

## Begin van politieke carrière
Hij maakte zijn debuut in de nationale politiek door zijn vriendschap met James Carroll, minister van binnenlandse zaken in de liberale regering. Ngata hielp Carroll met de voorbereidingen van twee wetten, die erop gericht waren om de rechten van de Maori sterk te verbeteren. Bij de verkiezingen van 1905 behaalde hij een zetel als liberaal kandidaat voor de Maori in zijn geboortestreek.
Ngata onderscheidde zich al snel in het parlement door zijn retoriek. Hij werkte veel samen met zijn vrienden Carroll en Robert Stout. Ngata en Stout, beide leden van de Native Land commissie, waren vaak kritisch over het beleid van de overheid ten aanzien van Maori, met name door het stimuleren van de verkoop van land van Maori's. In 1909 hielp hij John Salmond bij het opstellen van de 'Native Land Act' die voor bescherming van Maoriland moest gaan zorgen. Eind 1909 werd hij lid van het kabinet en hield hij zich bezig met het geven van advies over Maoriland. Hij vervulde deze functie tot 1912, toen de liberale regering de verkiezingen verloor. Ngata volgde de liberalen naar de oppositie.
Tegelijkertijd was hij ook actief in veel projecten; de meest opvallende zijn misschien wel zijn academische en literaire activiteiten. Hij publiceerde verschillende boeken over de Maoricultuur; een van de meest bekende is 'Moteatea Nga', een verzameling van Maoriliederen. Ngata was ook actief in de bescherming en bevordering van de Maoricultuur onder de Maori zelf, met aandacht vooral voor de haka en poi en houtsnijwerk. Een prominent aspect van zijn werk is de bouw van meer marae, traditioneel ontmoetingshuis, door heel Nieuw-Zeeland. Hij moedigde ook sport aan en hielp met het organiseren van wedstrijden en toernooien tussen verschillende iwi. Hij voerde tevens campagne voor een betere zichtbaarheid van de Maorikwesties in de Anglicaanse Kerk en pleitte voor een Maoribisdom. Ondanks al zijn werk op nationaal niveau bleef hij zeer actief binnen zijn eigen iwi, Ngati Porou, met name wat betreft Maorilandhervormingen.

## Loopbaan als minister
In 1928 won de United Party de parlementsverkiezingen. Deze partij was het jaar daarvoor opgericht door voormalige leden van de Liberal Party. Ngata keerde hierdoor op 10 december 1928 terug in het kabinet en werd de 22e minister van Maori-aangelegenheden. Dit was de derde belangrijkste functie in het kabinet waardoor hij zo af en toe als waarnemend vicepremier diende. Ngata stond bekend als zeer ijverig en veel van zijn werk als minister werd geassocieerd met landhervormingen voor de Maori en het bevorderen van de ontwikkeling op het platteland. Ngata geloofde in de behoefte aan een gemoderniseerde Maorisamenleving en werkte als minister nauwgezet in de richting van dat doel.

## Later leven
Na zijn pensioen als parlementslid bleef Ngata politiek actief. Hij adviseerde de Labour minister-president, Peter Fraser, en de minister van Maori-aangelegenheden, Ernest Corbett. Tijdens de Tweede Wereldoorlog was Ngata zeer actief bij de werving van Maorirekruten. Mede hierdoor was er sprake van een groot aantal Maori die in de oorlog gevochten hebben.
Ngata overleed in 1950, op 76-jarige leeftijd in Waiomatatini, in zijn geboortestreek. Vanwege zijn grote bijdragen aan de cultuur en de taal van de Maori, wordt hij afgebeeld op het biljet van 50 Nieuw-Zeelandse dollar.